# حديقة الحيوانات بالرباط
حديقة الحيوانات بالرباط هي حديقة وطنية وأكبر حديقة حيوانات بالمغرب، تأسست سنة 2012، وشيدت وفق هندسة معمارية حديثة ومعايير دولية وتمتد على مساحة 50 هكتار، وتقع في العاصمة الرباط. وبلغ حجم الإستثمار لتشييد هذه الحديقة 430 مليون درهم مغربي. وتتراوح الطاقة الاستعابية ما بين 900 ألف ومليون زائر سنويا. وهي في ملك الدولة بنسبة 100%.
تركز حديقة الحيوانات بالرباط على مجموعة متنوعة من الأصناف المتوحشة الإفريقية، وبشكل أكثر تحديدا، الحيوانات المغربية بأصنافها الرمزية كأسد الأطلس والظباء الصحراوية وأبو منجل الأصلع، والتي تتواجد آخر مستوطنات برية لها بالمغرب. وقد تم بناء مساكن هذه الأصناف الحيوانية بطريقة شبيهة بمساكنها الأصلية، بهدف خلق نفس ظروف الحياة الأصلية ومنح هذه الحيوانات إطارا تعبيريا طبيعيا يتماشى مع سلوكاتها في البيئة البرية وتفاديا لخلق نظم بيئية اصطناعية خارجية.
خلال سنة 2017، وصل مجموع الحيوانات بالحديقة حوالي 2000 حيوان تمثل قرابة 190 صنفاً. هي مشهورة بـأسودها التي ربما تنحدر من الأسد البربري.

## تاريخ
- في أكتوبر 2008، أشرف الملك محمد السادس على إعطاء الانطلاقة لمشروع إنجاز وبناء حديقة الحيوانات بالرباط.
- في يناير 2012، دشن ولي العهد الأمير مولاي الحسن حديقة الحيوانات بالرباط.[3]
- في نونبر 2017، تعززت الحديقة بأصناف جديدة من الحيوانات وهي الأسد الأبيض، الفهود، وقردة الأطلس.[4]

## تصميم الحديقة
توجد بالحديقة خمسة تصاميم تمثل مناطق وفضاءات بيئية تتواجد بالمغرب والصحراء وإفريقيا أعيد تمثيلها لتوفير المسكن الطبيعي للأصناف الحيوانية المختلفة، وتتكون هذه المناطق من جبل الأطلس، الصحراء، السافانا، الغابة الاستوائية، المناطق الرطبة. كما تتوفر الحديقة على مناطق خاصة بالتربية والأنشطة، ومطاعم، ومصحة بيطرية.
- جبل الأطلس: تم تصميم هذه المنطقة بالحديقة لمحاكاة تضاريس الأطلس المغربية وتتوفر على صخور يبلغ ارتفاعها 14 متر، وتضم الحيوانات المغربية على الخصوص كأسد الأطلس والأروي، والمكاك البربري الملقب بزعطوط.
- الصحراء: يعرض هذا التصميم مناظر رملية وصخرية تعطي صورة عن قحولة وحرارة هذا الوسط، وتضم هذه المنطقة الحيوانات التي تنتمي إلى الأوساط الصحراوية كالظباء والبقر الوحشي والمها والغزال وسحالي الصحراء.
- السافانا: تم تصميم هذه المنطقة من الأعشاب والنباتات المكونة للسافانا، وتضم بالأساس الفيلة والأسود والفهود والزرافات ووحيدو القرن ونعامات إفريقيا والبابون.
- الغابة الاستوائية: تتكون من أشجار ذات أصول استوائية، وتضم الميمون والغزال المرقط والليمور وأصناف عديدة من الطيور وخنزير البراري الأحمر والشيمبانزي.
- المناطق الرطبة: يتموقع هذا التصميم بين السافانا والغابة الاستوائية نظراً لكون المناطق الرطبة تشكل امتدادا للغابة الاستوائية، وتضم هذه المناطق الرطبة جواميس إفريقيا والتماسيح والطيور المائية ويمكن لزوار الحديقة مشاهدة الحيوانات بواسطة نافذة زجاجية حيث يكونون وجها لوجه مع فرس النهر والتماسيح التي تغوص في الماء.

## حوادث
في سنة 2016، قام فيل باستعمال خرطومه وإلقاء حجرة على فتاة صغيرة تبلغ من العمر 7 سنوات، مما أدى إلى إصابتها في الرأس، وتوفيت الفتاة لاحقًا بعد نقلها إلى المستشفى. ويعتبر هذا هو الحادث الوحيد الذي وقع بالحديقة منذ افتتاحها سنة 2012.

## قائمة الحيوانات
قائمة الحيوانات الموجودة في حديقة الحيوانات بالرباط:
- أسد الأطلس
- الزرافة
- ليمور
- فرس النهر
- كركدن أبيض
- حمار وحشي
- جاموس
- مهاة أبو عدس
- غزال دوركاس
- أيل بربري
- ماعز
- حصان شتلاند
- ثعلب الصحراء
- الكلب البري الإفريقي
- النسر الأسمر
- الحدأة السوداء
- بجع أبيض
- عقاب بونلي
- النحام الوردي
- الببغاء الرمادي

## الجانب السياحي
تعتبر حديقة الحيوانات بالرباط من أكبر وأجمل الحدائق الخاصة بالحيوانات في افريقيا، حيث تعمل هذه الحديقة على جمع عدد متنوع من الحيوانات من مختلف الأنواع، وهو ما يجعل عدد كبير من الزوار المغاربة والأجانب يأتون لزيارة هذه الحديقة والتعرف على الحيوانات الموجودة بها.

## معرض الصور

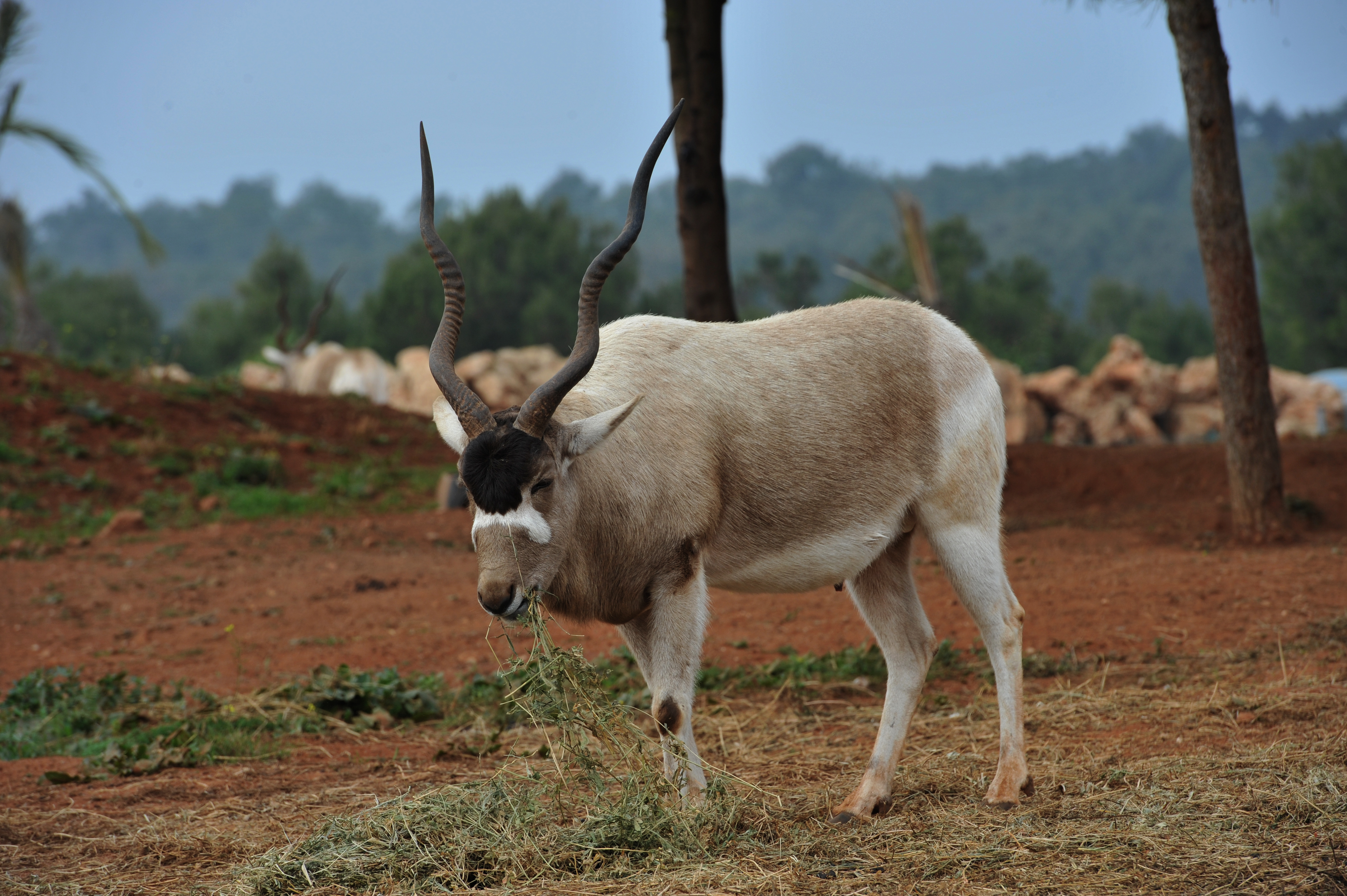
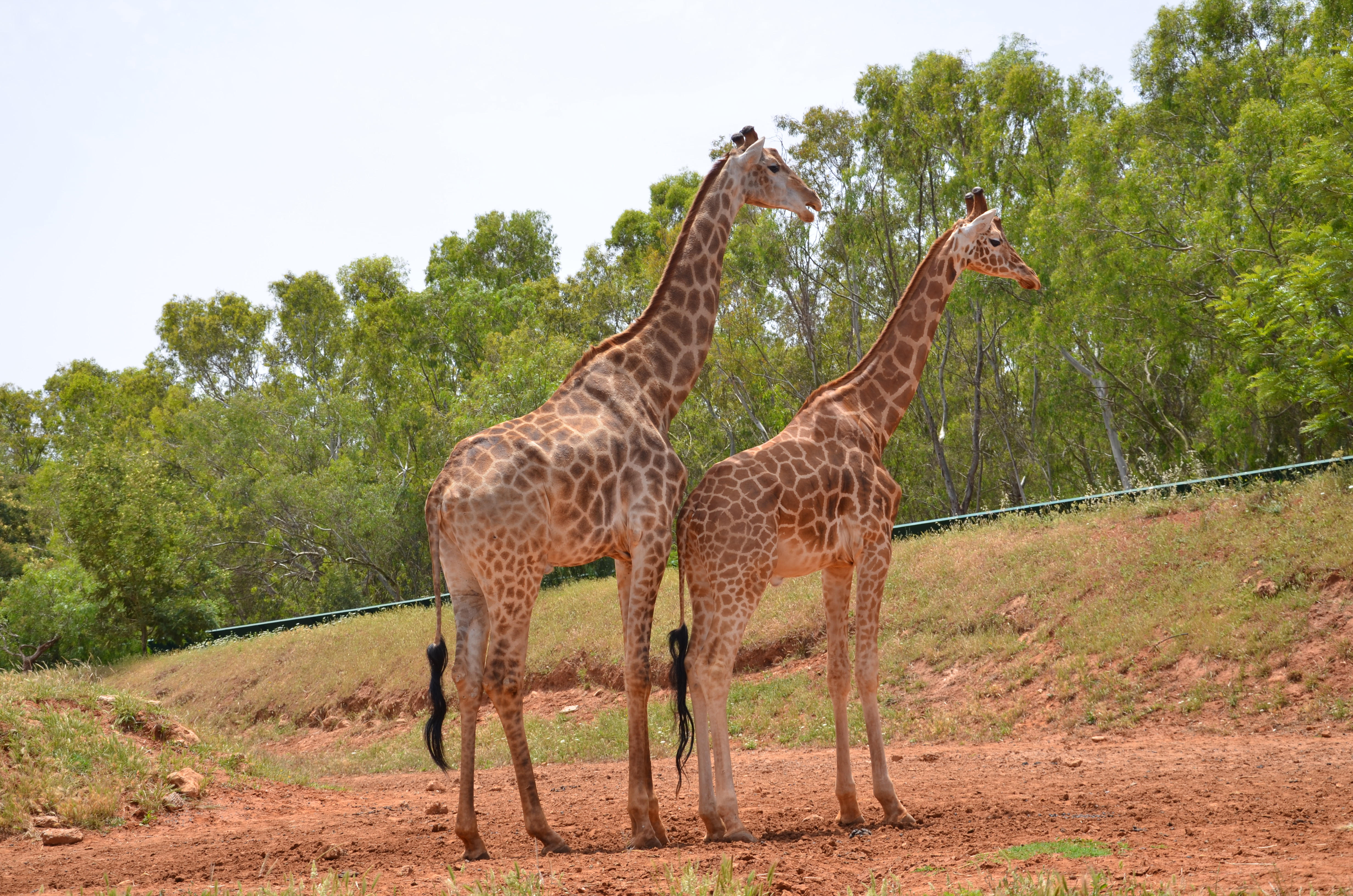
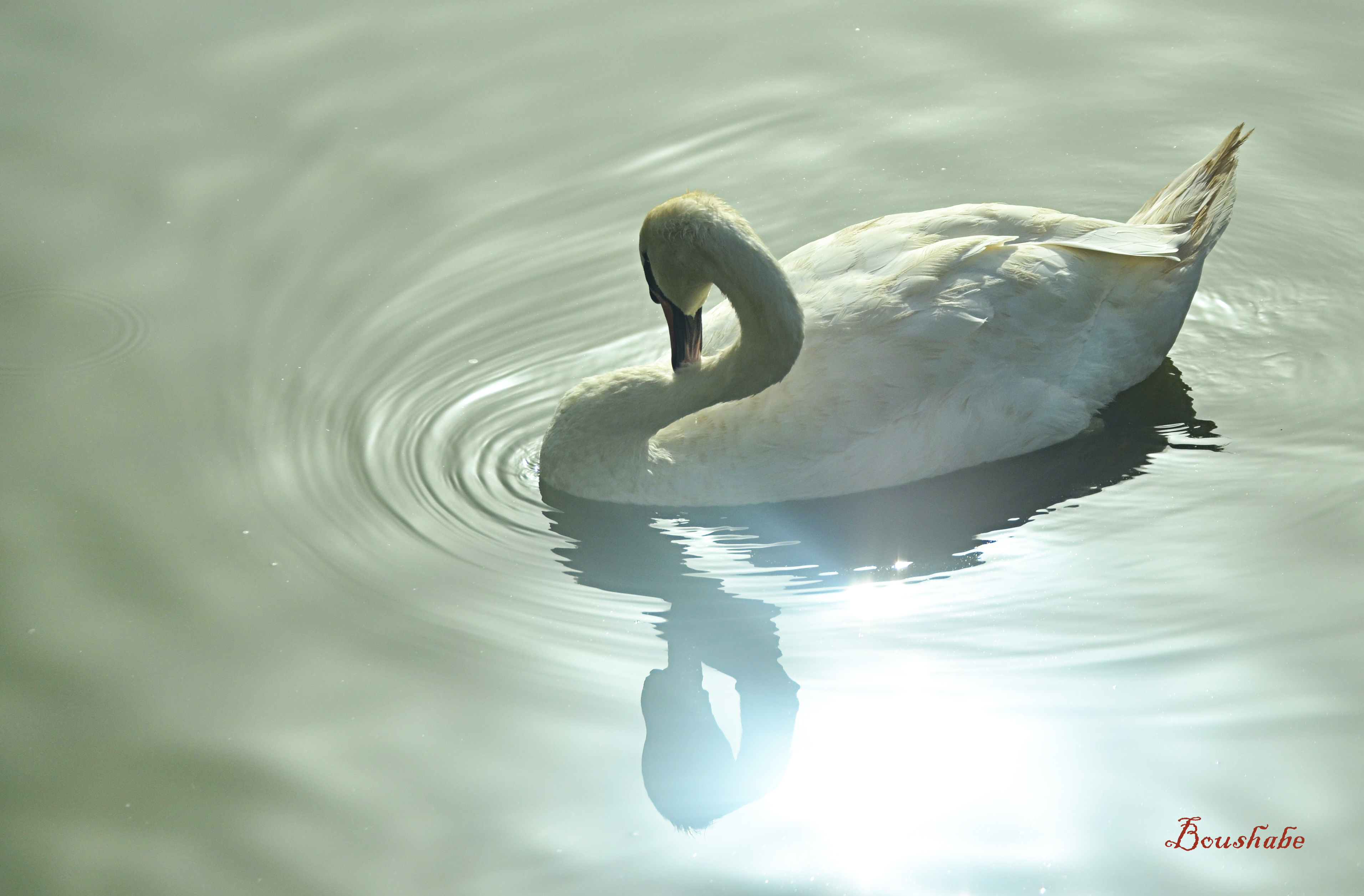
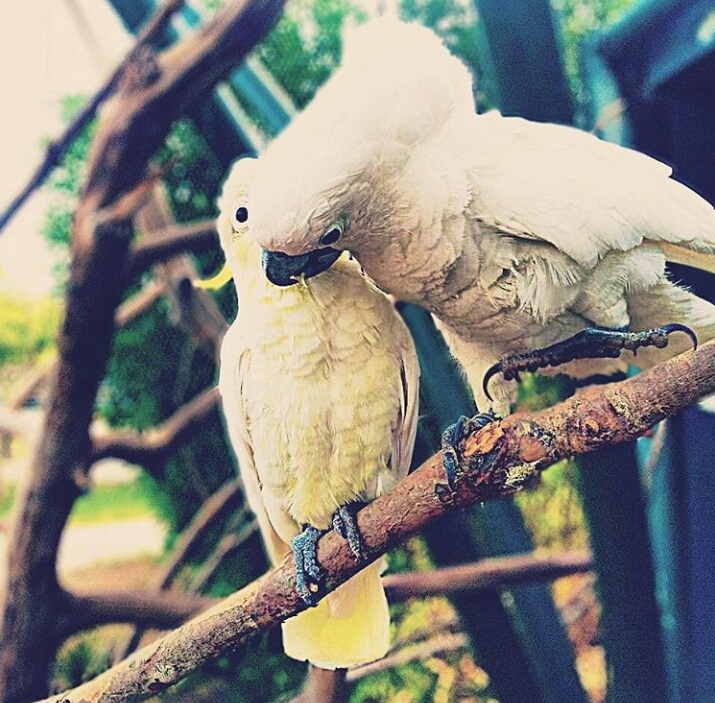
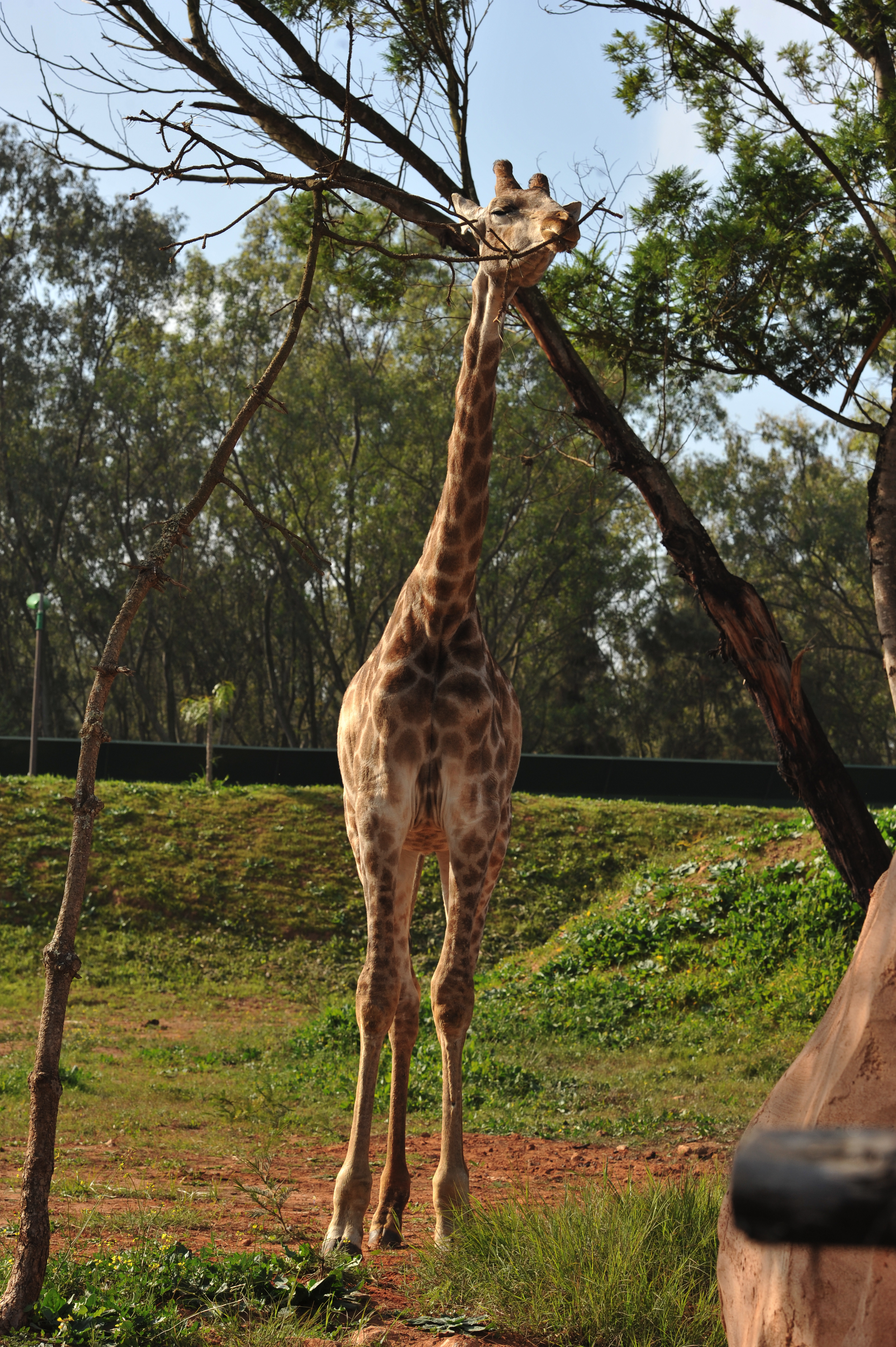
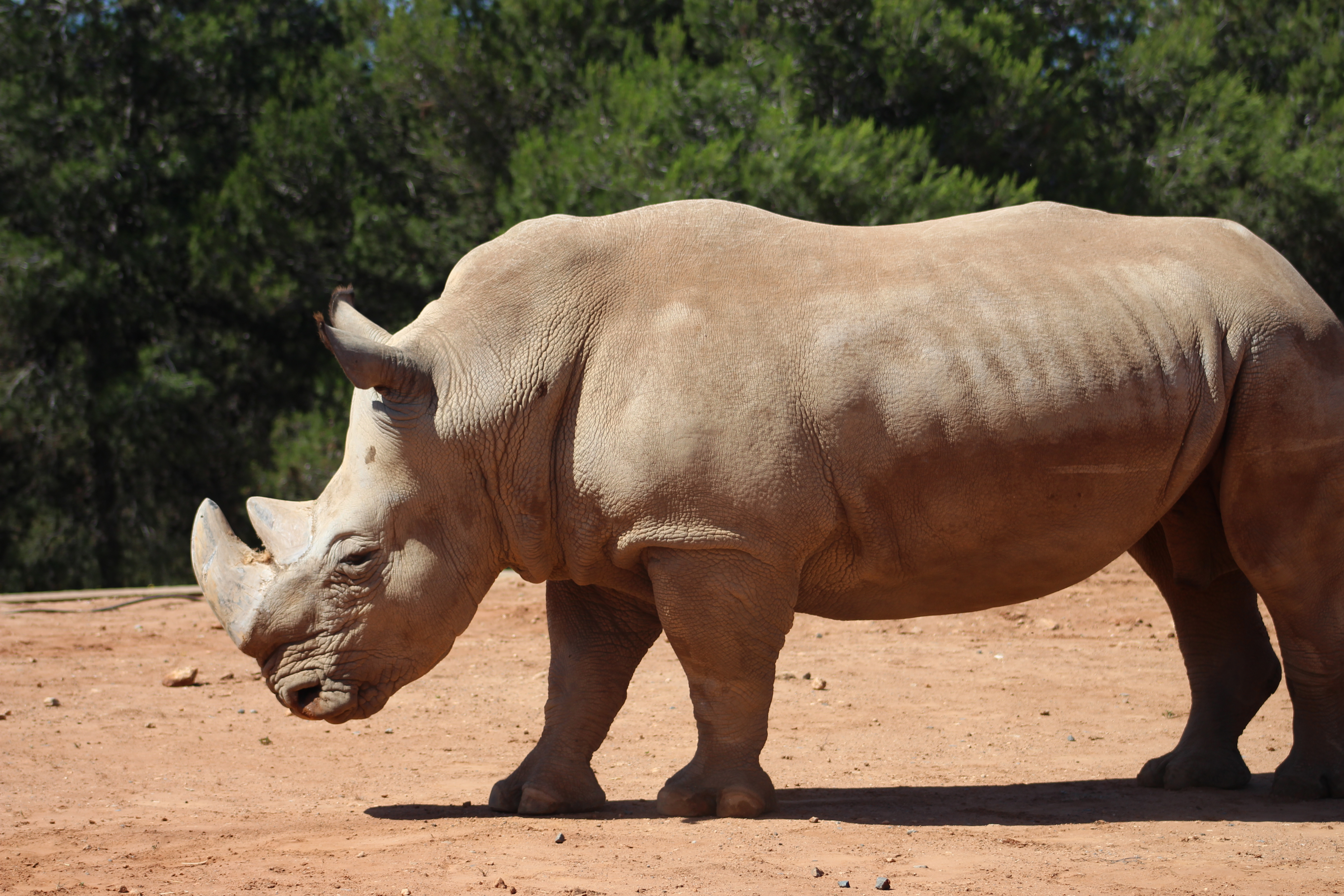
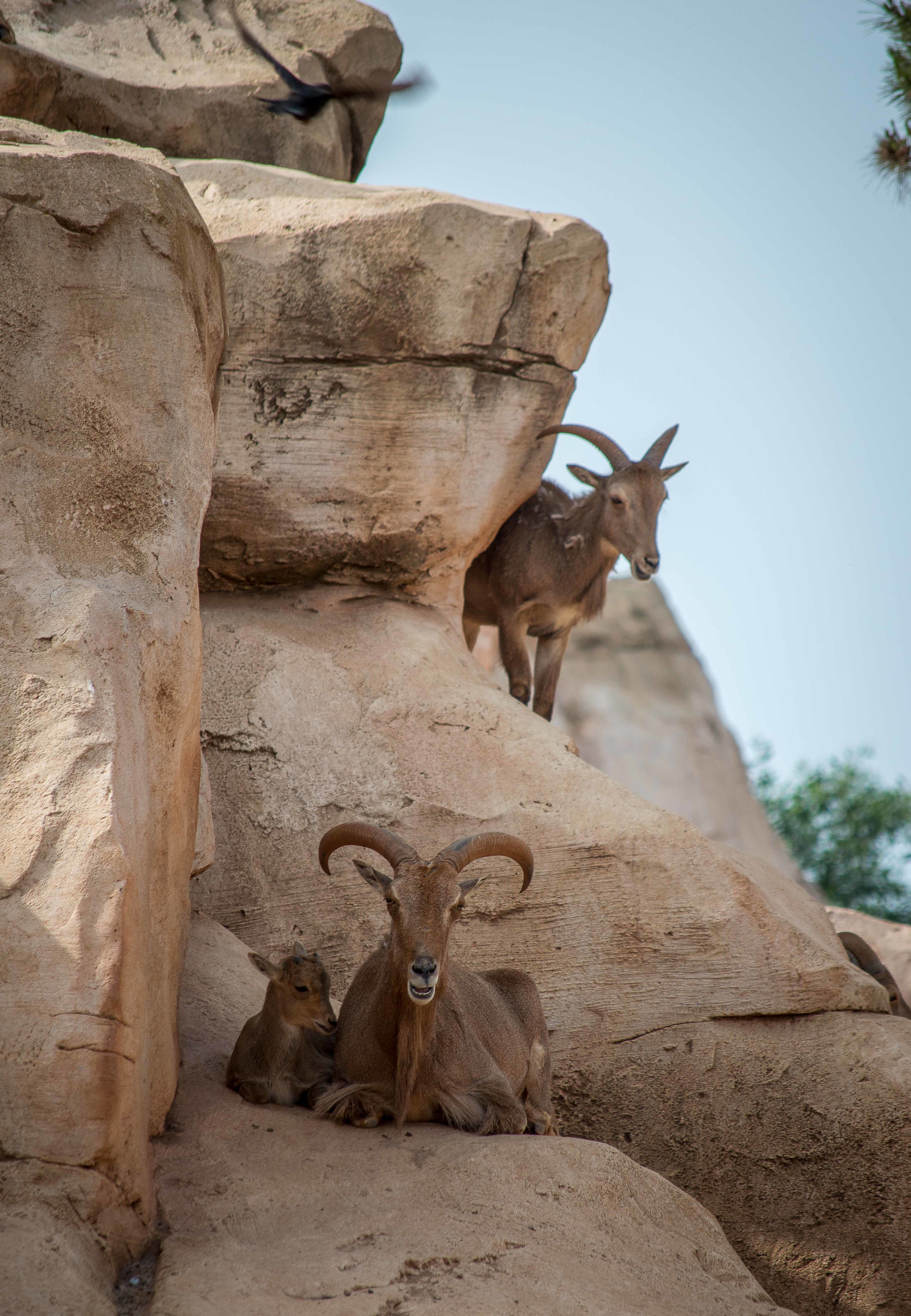
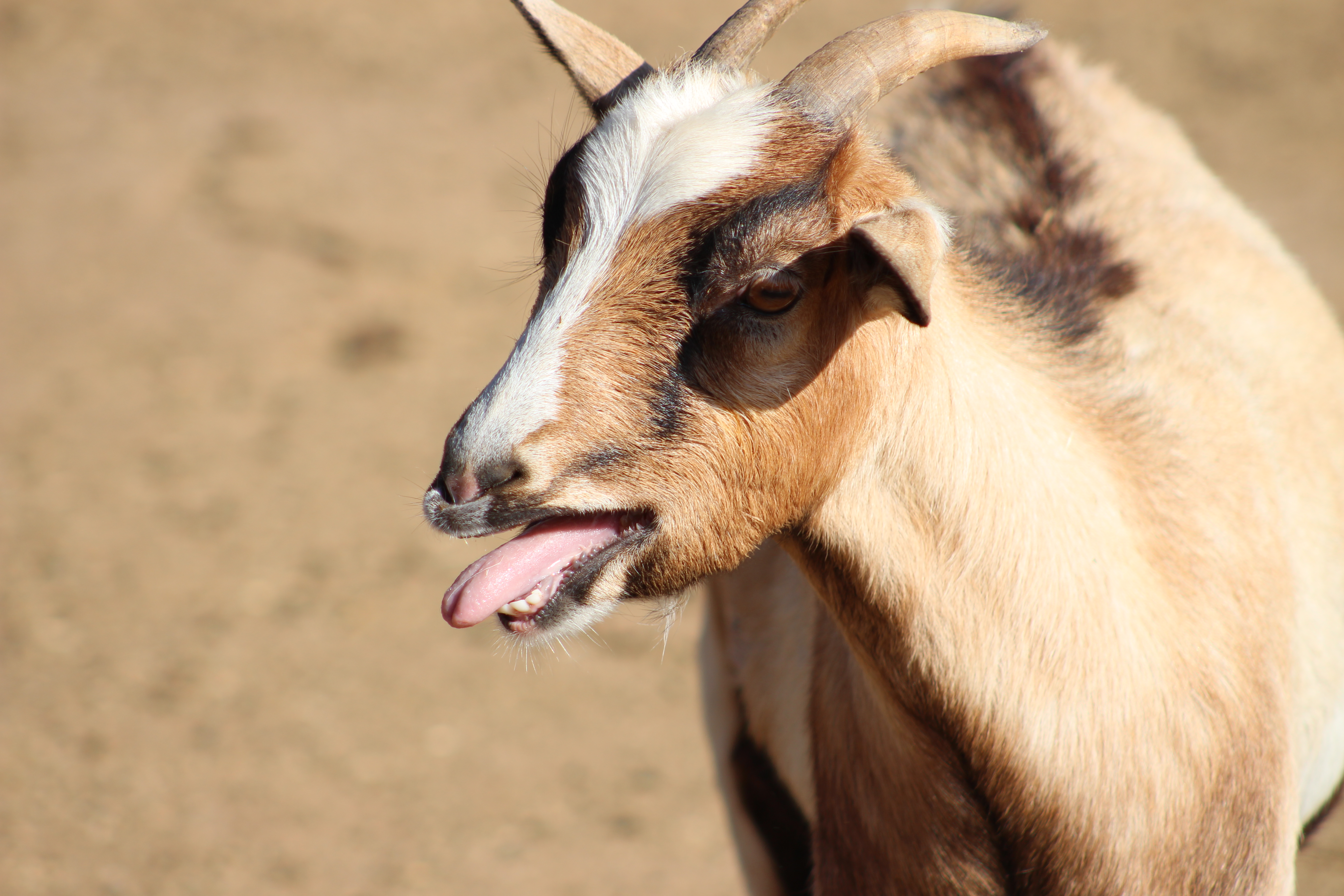
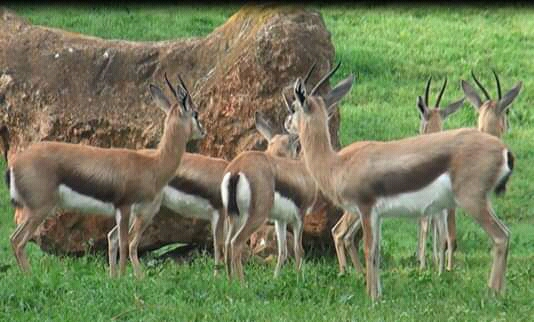
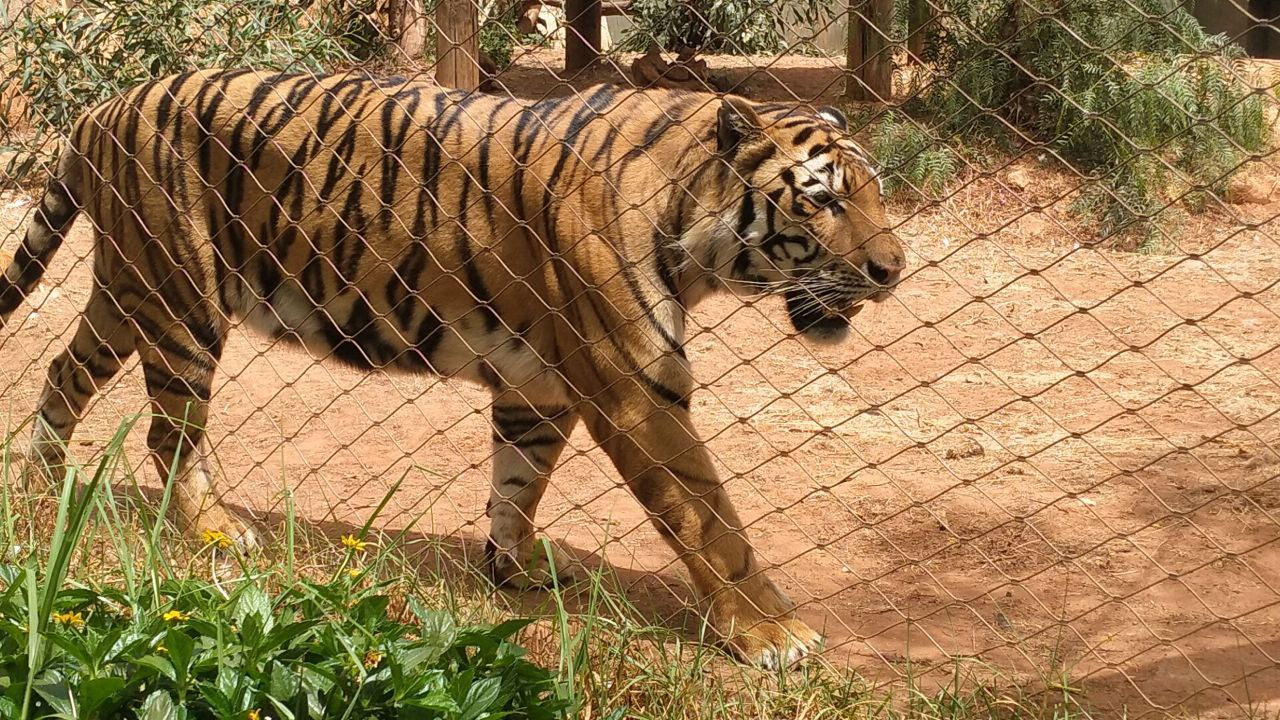
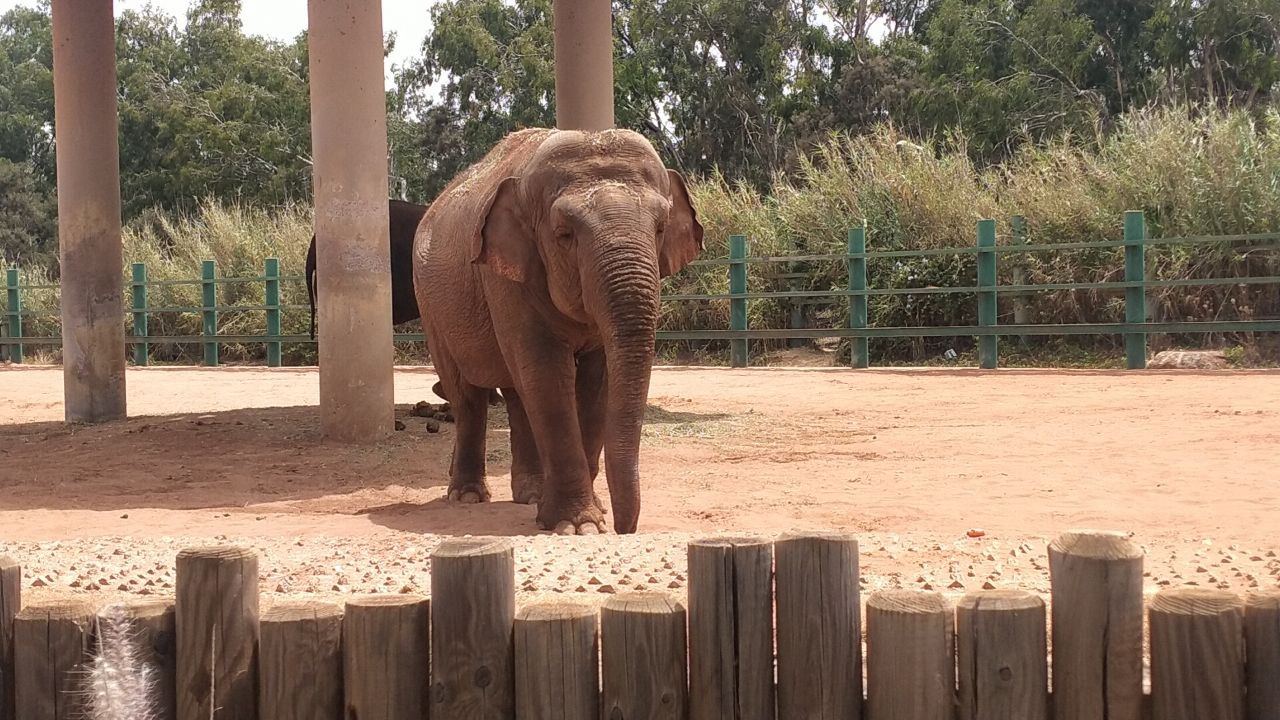
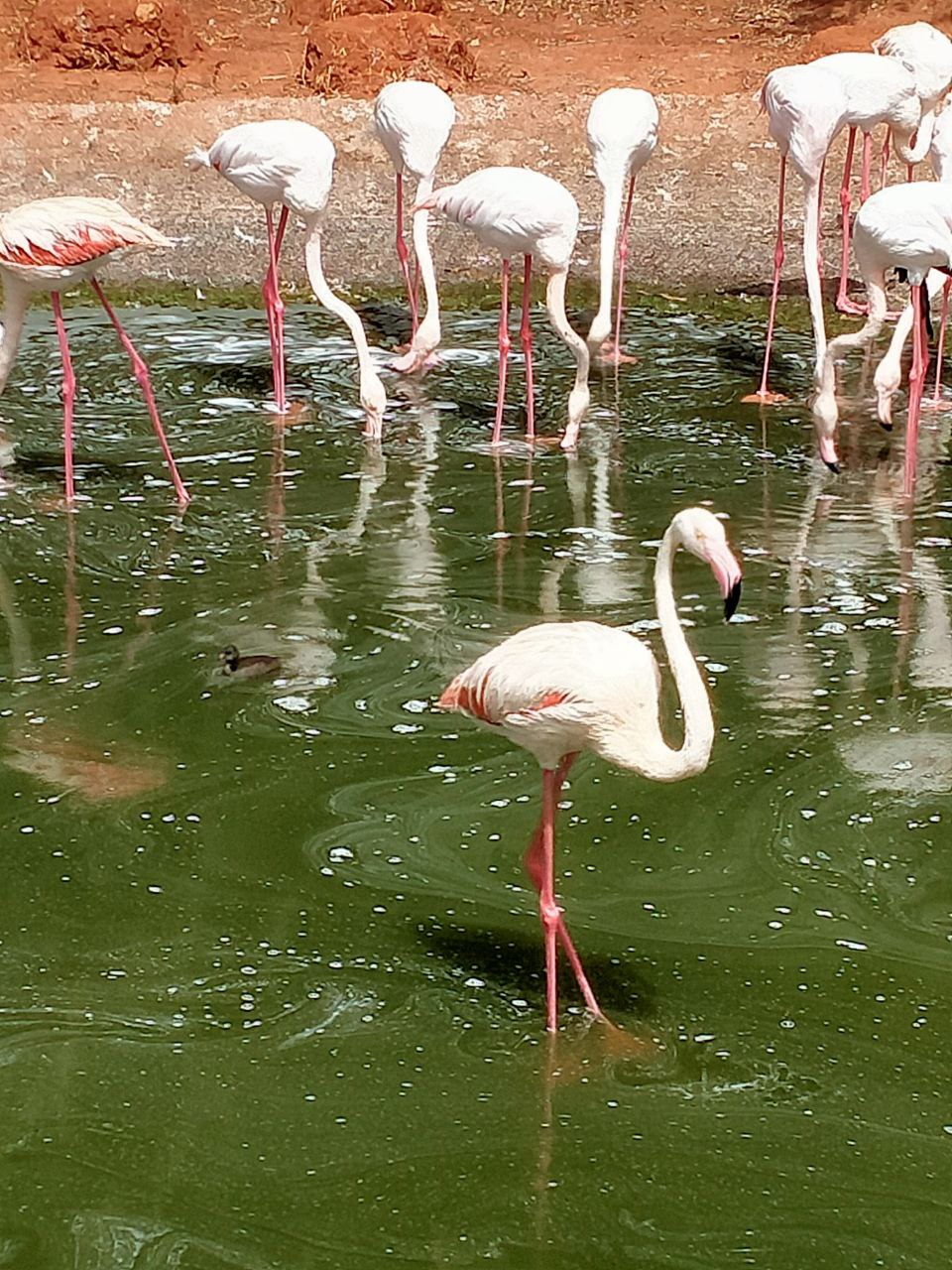
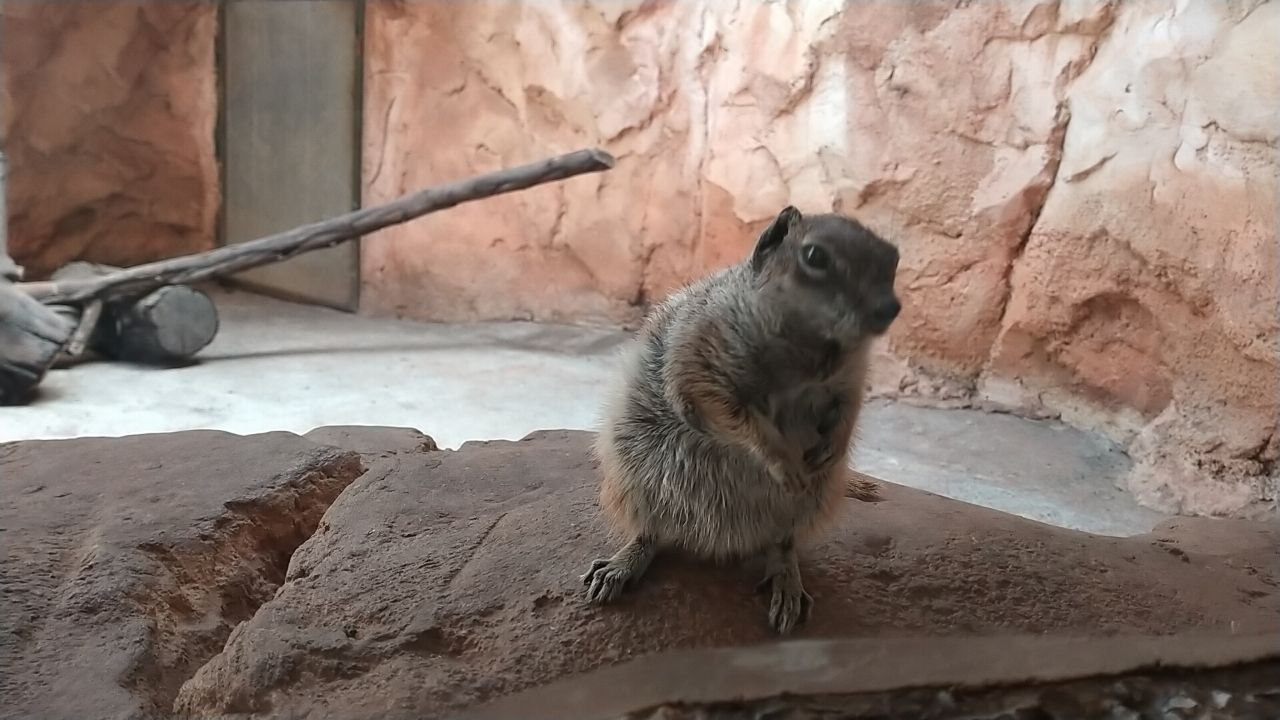

## وصلات خارجية
- الموقع الرسمي